# Greenea secunda
Greenea secunda är en måreväxtart som först beskrevs av William Griffiths, och fick sitt nu gällande namn av William Grant Craib. Greenea secunda ingår i släktet Greenea och familjen måreväxter.
Artens utbredningsområde är Thailand. Inga underarter finns listade i Catalogue of Life.